# Asclepíades (filòsof)
Asclepíades (grec antic: Ἀσκληπιάδης, llatí: Asclepiades) fou un filòsof cínic grec que va viure en els regnats de Constanci II (337-361) i Julià l'Apòstata (381-363). Ammià Marcel·lí l'esmenta juntament amb Servià i Quitó.